# Lumbrineris frauenfeldi
Lumbrineris frauenfeldi är en ringmaskart som beskrevs av Grube 1868. Lumbrineris frauenfeldi ingår i släktet Lumbrineris och familjen Lumbrineridae. Inga underarter finns listade i Catalogue of Life.